# Torneo masculino de fútbol en los Juegos Centroamericanos y del Caribe de 2014
El fútbol masculino en los Juegos Centroamericanos y del Caribe de Veracruz 2014 se disputó  entre el 18 y el 29 de noviembre de 2014.
La fecha de nacimiento de los atletas masculinos es a partir del 1° de enero de 1993 (Sub-21). Cada equipo tendrá el derecho de inscribir hasta tres (3) atletas masculinos sin restricciones de edad.
Accedieron al torneo México, en su calidad de país anfitrión del certamen, Venezuela quien pasa directamente por pertenecer a la Confederación Sudamericana,[cita requerida] aunque con derecho a participar en los Juegos Centroamericanos y del Caribe por ser miembros de la ODECABE.
Centroamérica: Los tres primeros lugares de los Juegos Centroamericanos San José 2013, celebrados en Costa Rica en marzo de 2013.
 Caribe: Los dos primeros lugares del Campeonato Sub-20 de la Concacaf celebrado en México del 18 de febrero al 2 de marzo de 2013. 

## Equipos participantes
| Centroamérica | Caribe |

| Equipos participantes | Equipos participantes | Equipos participantes | Equipos participantes |
| --------------------- | --------------------- | --------------------- | --------------------- |
| Costa Rica            | El Salvador           | Honduras              | México                |
| Cuba                  | Haití                 | Jamaica               | Venezuela             |

## Grupos

### Grupo A
| Equipo      | Pts | PJ | PG | PE | PP | GF | GC | Dif |
| ----------- | --- | -- | -- | -- | -- | -- | -- | --- |
| México      | 9   | 3  | 3  | 0  | 0  | 12 | 2  | 10  |
| Honduras    | 6   | 3  | 2  | 0  | 1  | 7  | 7  | 0   |
| El Salvador | 3   | 3  | 1  | 0  | 2  | 3  | 5  | -2  |
| Jamaica     | 0   | 3  | 0  | 0  | 3  | 3  | 11 | -8  |

| 18 de noviembre de 2014, 16:00 | Jamaica   | 1:3 (0:2) | El Salvador               | Estadio Luis "Pirata" Fuente, Veracruz |                        |
|                                | Marsh 57' | Reporte   | Santos 12' 45' · Peña 79' | Árbitro(s): John Pittí                 | Árbitro(s): John Pittí |

| 18 de noviembre de 2014, 21:00 | México                                                            | 5:2 (3:1) | Honduras                      | Estadio Luis "Pirata" Fuente, Veracruz |                            |
|                                | Espericueta 3' · Torres 31' 53' (pen.) · Marín 41' · Zaldívar 47' | Reporte   | E. Hernández 24' 90+1' (pen.) | Árbitro(s): Yadel Martínez             | Árbitro(s): Yadel Martínez |

| 20 de noviembre de 2014, 16:00 | Jamaica                  | 2:3 (1:1) | Honduras                                   | Estadio Luis "Pirata" Fuente, Veracruz |                          |
|                                | Benbow 43' · Willson 70' | Reporte   | Flores 25' · E. Hernández 58' (pen.) 90+2' | Árbitro(s): Marlon Mejía               | Árbitro(s): Marlon Mejía |

| 20 de noviembre de 2014, 21:00 | México                    | 2:0 (0:0) | El Salvador | Estadio Luis "Pirata" Fuente, Veracruz |                            |
|                                | R. López 50' · Torres 70' | Reporte   |             | Árbitro(s): Henry Bejarano             | Árbitro(s): Henry Bejarano |

| 22 de noviembre de 2014, 16:00 | El Salvador | 0:2 (0:0) | Honduras                        | Estadio Luis "Pirata" Fuente, Veracruz |                         |
|                                |             | Reporte   | E. Hernández 48' · K. López 79' | Árbitro(s): César Ramos                | Árbitro(s): César Ramos |

| 22 de noviembre de 2014, 21:00 | México                                        | 5:0 (4:0) | Jamaica | Estadio Luis "Pirata" Fuente, Veracruz |                        |
|                                | Zúñiga 13' 21' 35' · Marín 37' · Zamorano 53' | Reporte   |         | Árbitro(s): John Pittí                 | Árbitro(s): John Pittí |

### Grupo B
| Equipo     | Pts | PJ | PG | PE | PP | GF | GC | Dif |
| ---------- | --- | -- | -- | -- | -- | -- | -- | --- |
| Venezuela  | 7   | 2  | 2  | 1  | 0  | 5  | 0  | 5   |
| Cuba       | 7   | 2  | 2  | 1  | 0  | 4  | 1  | 3   |
| Costa Rica | 1   | 3  | 0  | 1  | 2  | 3  | 5  | -2  |
| Haití      | 1   | 3  | 0  | 1  | 2  | 2  | 8  | -6  |

| 19 de noviembre de 2014, 16:00 | Costa Rica    | 1:2 (1:1) | Cuba                            | Estadio Luis "Pirata" Fuente, Veracruz |                             |
|                                | Cabalceta 38' | Reporte   | Fernadez 43' (a.g.) · Reyes 64' | Árbitro(s): Valdin Legister            | Árbitro(s): Valdin Legister |

| 19 de noviembre de 2014, 21:00 | Haití | 0:4 (0:2) | Venezuela                                         | Estadio Luis "Pirata" Fuente, Veracruz |                         |
|                                |       | Reporte   | Ponce 7' (pen.) 68' · Murillo 41' · Peñaranda 71' | Árbitro(s): César Ramos                | Árbitro(s): César Ramos |

| 21 de noviembre de 2014, 16:00 | Haití | 0:2 (0:1) | Cuba                       | Estadio Luis "Pirata" Fuente, Veracruz |                           |
|                                |       | Reporte   | Santa 34' · Diz 66' (pen.) | Árbitro(s): Óscar Moncada              | Árbitro(s): Óscar Moncada |

| 21 de noviembre de 2014, 21:00 | Costa Rica | 0:1 (0:0) | Venezuela        | Estadio Luis "Pirata" Fuente, Veracruz |                           |
|                                |            | Reporte   | Ponce 56' (pen.) | Árbitro(s): Javier Santos              | Árbitro(s): Javier Santos |

| 23 de noviembre de 2014, 16:00 | Costa Rica                 | 2:2 (1:1) | Haití            | Estadio Luis "Pirata" Fuente, Veracruz |                           |
|                                | Ordain 23' · Rodríguez 69' | Reporte   | St-vil 14' 90+1' | Árbitro(s): Óscar Moncada              | Árbitro(s): Óscar Moncada |

| 23 de noviembre de 2014, 21:00 | Cuba | 0:0     | Venezuela | Estadio Luis "Pirata" Fuente, Veracruz |                             |
|                                |      | Reporte |           | Árbitro(s): Valdin Legister            | Árbitro(s): Valdin Legister |

## Segunda fase
|  | Semifinales     | Semifinales     |   |             | Final           | Final           |  |
|  | 26 de noviembre | 26 de noviembre |   |             | 28 de noviembre | 28 de noviembre |  |
|  |                 |                 |   |             |                 |                 |  |
|  |                 |                 |   |             |                 |                 |  |
|  | México (p)      | 1 (7)           |   |             |                 |                 |  |
|  | Cuba            | 1 (6)           |   |             |                 |                 |  |
|  |                 |                 |   |             |                 |                 |  |
|  |                 |                 |   |             |                 |                 |  |
|  |                 |                 |   |             | México          | 4               |  |
|  |                 | Venezuela       | 1 |             |                 |                 |  |
|  |                 |                 |   |             |                 |                 |  |
|  |                 |                 |   |             |                 |                 |  |
|  |                 |                 |   |             | Tercer lugar    |                 |  |
|  |                 |                 |   |             |                 |                 |  |
|  | Venezuela       | 1               |   | Cuba (t.s.) | 3               |                 |  |
|  | Honduras        | 0               |   |             | Honduras        | 1               |  |

### Semifinales
| 26 de noviembre de 2014, 21:00 | México                                                                     | 1:1 (0:0, 0:0) (t. s.)(7:6 p.) | Cuba                                                           | Estadio Luis "Pirata" Fuente, Veracruz |  |
|                                | R. López 120'                                                              | Reporte                        | Santa 98'                                                      |                                        |  |
|                                |                                                                            | Tiros desde el punto penal     |                                                                |                                        |  |
|                                | Espericueta · Salcedo · Bueno · Zamorano · R. López · D. Hernández · Marín |                                | Diz · Labrada · S. Sanchez · Reyes · Santa · Rosales · Collado |                                        |  |

| 26 de noviembre de 2014, 15:00 | Venezuela  | 1:0 (1:0) | Honduras | Estadio Luis "Pirata" Fuente, Veracruz |  |
|                                | Murillo 6' | Reporte   |          |                                        |  |

### Tercer lugar
| 28 de noviembre de 2014 | Cuba                                       | 3:1 (1:1, 0:0) (t. s.) | Honduras         | Unidad Deportiva Hugo Sánchez, Veracruz |  |
|                         | Reyes 77' · A. Hernández 106' · Santa 108' | Reporte                | E. Hernández 54' |                                         |  |

### Final
| 28 de noviembre de 2014 | México                                       | 4:1 (3:0) | Venezuela | Estadio Luis "Pirata" Fuente, Veracruz |  |
|                         | Zaldívar 10' · R. López 15' · Torres 34' 79' | Reporte   | Ponce 81' |                                        |  |

|                           |
| Bandera de México         |
| Campeón México 6.º título |

## Medallero
| Evento                     | Oro | Plata | Bronce |
| -------------------------- | --- | --- | --- |
| Torneo masculino de fútbol | México (MEX)Manuel Lajud Armando Zamorano Martín Zúñiga Luis Cárdenas Carlos Guzmán Antonio Briseño Jorge Caballero Jorge Espericueta Daniel Hernández Raúl López Ángel Zaldívar Gil Burón Marco Bueno Hedgardo Marín Carlos Salcedo Bernardo Hernández Pedro Hernández Alfonso Tamay Uvaldo Luna Erick Torres Entrenador: Raúl Erasto Gutiérrez | Venezuela (VEN)Kleiner Escorcia Jefferson Savarino Juan Carlos Azócar Beycker Velásquez Jhonny González Rubén Ramírez Adalberto Peñaranda Yanowsky Reyes José Caraballo Ronaldo Peña Ayrton Páez José Marrufo Luís Jiménez Vivas Carlos Cermeño Jefre Vargas Óscar Guillén Franko Díaz Jhon Murillo Carlos Sosa Andrés Ponce Entrenador: Miguel Ángel Echenausi | Cuba (CUB)Sandy Sanchez Hector Moralez Dairon Pérez Brian Rosales Aricheell Hernández Adrian Diz Daniel Luis Pedro Anderson Abel Martínez Andy Baquero Alain Cervantes Elier Pozo Emmanuel Labrada Yolexis Collado Jorge Clávelo Yosel Piedra David Urgelles Yordan Santa Maykel Reyes Entrenador: Raúl González Triana |

## Máximos goleadores
Página oficial del torneo
| Pos. | Jugador           | Goles | P. J. |
| ---- | ----------------- | ----- | ----- |
| 1.º  | Erick Torres      | 5     | 4     |
| 2.º  | Eddie Hernández   | 5     | 4     |
| 2.º  | Martin Zuñiga     | 3     | 4     |
| 2.º  | Andrés Ponce      | 3     | 4     |
| 5.º  | José Santos Ortiz | 2     | 3     |
| 5.º  | Nerlin St-vil     | 2     | 3     |
| 5.º  | Hedgardo Marín    | 2     | 4     |
| 5.º  | Jhon Murillo      | 2     | 4     |
| 5.º  | Yordan Santa      | 2     | 4     |
| 5.º  | Raúl López        | 2     | 4     |

## Tabla general
A continuación se muestra la tabla de posiciones segmentada acorde a las fases alcanzadas por los equipos.
| Pos.                               | Equipo      | Pts | PJ | PG | PE | PP | GF | GC | Dif. | Rend. |
| ---------------------------------- | ----------- | --- | -- | -- | -- | -- | -- | -- | ---- | ----- |
| Medalla de oro, América Central    | México      | 13  | 5  | 4  | 1  | 0  | 17 | 4  | 13   | 86.7% |
| Medalla de plata, América Central  | Venezuela   | 10  | 5  | 3  | 1  | 1  | 7  | 4  | 3    | 66.7% |
| Medalla de bronce, América Central | Cuba        | 11  | 5  | 3  | 2  | 0  | 8  | 3  | 5    | 73.3% |
| 4                                  | Honduras    | 6   | 5  | 2  | 0  | 3  | 8  | 11 | -3   | 40%   |
| 5                                  | El Salvador | 3   | 3  | 1  | 0  | 2  | 3  | 5  | -2   | 33.3% |
| 6                                  | Costa Rica  | 1   | 3  | 0  | 1  | 2  | 3  | 5  | -2   | 11.1% |
| 7                                  | Haití       | 1   | 3  | 0  | 1  | 2  | 2  | 8  | -6   | 11.1% |
| 8                                  | Jamaica     | 0   | 3  | 0  | 0  | 3  | 3  | 11 | -8   | 0%    |